# Premier League (calcio Bangladesh)
La Premier League (in bengalese: বাংলাদেশ পেশাদার ফুটবল লীগ) è la massima divisione del campionato bengalese di calcio nonché la massima competizione calcistica del Bangladesh, istituita nel 2007 e controllata dalla Federazione calcistica del Bangladesh (BAN).
Il campionato si svolge nell'arco di un anno solare, generalmente da gennaio a settembre o da dicembre a luglio.

## Squadre
Stagione 2024-2025.
| Squadra            | Città      | Stadio                            | Capienza |
| ------------------ | ---------- | --------------------------------- | -------- |
| Abahani Ltd. Dacca | Comilla    | Shaheed Dhirendranath Stadium     | 18.000   |
| Bangladesh Police  | Mymensingh | Rafiq Uddin Bhuiyan Stadium       | 25.000   |
| Bashundhara Kings  | Dacca      | Bashundhara Kings Arena           | 14.000   |
| Brothers Union     | Dacca      | Bangabandhu National Stadium      | 36.000   |
| Chittagong Abahani | Munshigonj | Bir Fl. Lt. Matiur Rahman Stadium | 10.000   |
| Dhaka Wanderers    | Gazipur    | Shaheed Barkat Stadium            | 5.000    |
| Fakirerpool YMC    | Gazipur    | Shaheed Barkat Stadium            | 5.000    |
| Fortis             | Rajshahi   | Muktijuddho Smriti Stadium        | 15.000   |
| Mohammedan         | Comilla    | Shaheed Dhirendranath Stadium     | 18.000   |
| Rahmatganj         | Munshigonj | Bir Fl. Lt. Matiur Rahman Stadium | 10.000   |

## Albo d'oro
- 2007:  Abahani Ltd. Dacca
- 2008-2009:  Abahani Ltd. Dacca
- 2009-2010:  Abahani Ltd. Dacca
- 2010-2011:  Sheikh Jamal
- 2012:  Abahani Ltd. Dacca
- 2012-2013:  Sheikh Russel
- 2013-2014:  Sheikh Jamal
- 2015:  Sheikh Jamal
- 2016:  Abahani Ltd. Dacca
- 2017-2018:  Abahani Ltd. Dacca
- 2019:  Bashundhara Kings
- 2020: Non assegnato
- 2020-21:  Bashundhara Kings
- 2021-22:  Bashundhara Kings
- 2022-23:  Bashundhara Kings
- 2023-24:  Bashundhara Kings
- 2024-25:  Mohammedan

## Vittorie per squadra
| Club               | Vittorie | Secondi posti | Anni vittorie                      |
| ------------------ | -------- | ------------- | ---------------------------------- |
| Abahani Ltd. Dacca | 6        | 4             | 2007, 2009, 2010, 2012, 2016, 2017 |
| Bashundhara Kings  | 5        | -             | 2019, 2021, 2022, 2023, 2024       |
| Sheikh Jamal       | 3        | 3             | 2011, 2014, 2015                   |
| Mohammedan         | 1        | 4             | 2025                               |
| Sheikh Russel      | 1        | 1             | 2013                               |
| Moktijoddha Dhaka  | -        | 2             |                                    |
| Brothers Union     | -        | 1             |                                    |

## Capocannonieri
| Anno      | Nazionalità                          | Capocannoniere           | Squadra             | Reti |
| --------- | ------------------------------------ | ------------------------ | ------------------- | ---- |
| 2007      | Nigeria (bandiera)                   | Elijah Obagbemiro Junior | Brothers Union      | 16   |
| 2008-2009 | Nigeria (bandiera)                   | Alamu Bukola Olalekan    | Mohammedan          | 18   |
| 2009-2010 | Bangladesh (bandiera)                | Enamul Haque             | Abahani Ltd. Dacca  | 21   |
| 2010-2011 | Sudan del Sud (bandiera)             | James Moga               | Muktijoddha Sangsad | 19   |
| 2012      | Guinea (bandiera)                    | Ismael Bangoura          | TEAM BJMC           | 17   |
| 2012-2013 | Ghana (bandiera)                     | Osei Morrison            | Mohammedan          | 11   |
| 2013-2014 | Haiti (bandiera)                     | Wedson Anselme           | Sheikh Jamal        | 26   |
| 2014-2015 | Nigeria (bandiera)                   | Emeka Onuoha             | Sheikh Jamal        | 19   |
| 2016      | Nigeria (bandiera)                   | Sunday Chizoba           | Abahani Ltd. Dacca  | 19   |
| 2017-2018 | Gambia (bandiera)                    | Solomon King Kanform     | Sheikh Jamal        | 15   |
| 2017-2018 | Nigeria (bandiera)                   | Raphael Odovin Onwrebe   | Sheikh Jamal        | 15   |
| 2018-2019 | Nigeria (bandiera)                   | Raphael Odovin Onwrebe   | Sheikh Russel       | 22   |
| 2019-2020 | Nigeria (bandiera)                   | Eleta Kingsley           | Arambagh KS         | 5    |
| 2019-2020 | Nigeria (bandiera)                   | Sunday Chizoba           | Abahani Ltd. Dacca  | 5    |
| 2020-2021 | Brasile (bandiera)                   | Robson Azevedo da Silva  | Bashundhara Kings   | 21   |
| 2021-2022 | Mali (bandiera)                      | Souleymane Diabate       | Mohammedan          | 21   |
| 2022-2023 | Brasile (bandiera)                   | Dorielton Gomes          | Bashundhara Kings   | 20   |
| 2023-2024 | Saint Vincent e Grenadine (bandiera) | Cornelius Stewart        | Abahani Ltd. Dacca  | 19   |
| 2024-2025 | Mali (bandiera)                      | Samuel Boateng           | Rahmatganj          | 21   |